# Walter Laird
Walter Laird (ur. 26 lipca 1920, zm. 30 maja 2002) – brytyjski tancerz, trener wielu innych tancerzy światowej klasy takich, jak Alan Tornsberg, Vibeke Toft, Sirpa Suutari czy też Espen Salberg.
Był mistrzem świata w tańcach latynoamerykańskich zawodowców.
Napisał kilka książek dotyczących techniki i samego tańca:
- "Technika tańców latynoamerykańskich"
- "Suplement techniki tańców latynoamerykańskich: Technika dla Brytyjskiej Rady Tańca\ Dodatek 1.(Łacina) Figury"
- "Taniec towarzyski w pigułce".